# Parma Volley Girls 2009-2010
Questa voce raccoglie le informazioni riguardanti il Parma Volley Girls nelle competizioni ufficiali della stagione 2009-2010.

## Organigramma societario
Area direttiva
- Presidente: Paolo Borelli

Area tecnica
- Allenatore: Stefano Micoli (fino al 3 febbraio 2010), Mario Martínez (dal 9 febbraio 2010)
- Allenatore in seconda: Lorenzo Oppici
- Assistente allenatore: Dino Guadalupi, Danilo Michelotti

Area sanitaria
- Medico: Rocco Ferrari
- Fisioterapista: Ruggero Strobbe
- Preparatore atletico: Lorenzo Oppici (fino al 9 febbraio 2010), Eduardo Romero (dal 9 febbraio 2010)

## Rosa
| N° | Nome                 | Ruolo | Data di nascita   | Nazionalità sportiva |
| -- | -------------------- | ----- | ----------------- | -------------------- |
| 1  | Beatrice Sacco       | L     | 7 giugno 1983     | Italia               |
| 2  | Sonia Gioria         | P     | 6 gennaio 1978    | Italia               |
| 5  | Alessandra Crozzolin | C     | 8 dicembre 1977   | Italia               |
| 6  | Alessandra Daniele   | S     | 10 giugno 1993    | Italia               |
| 7  | Carolina Conti       | S     | 3 ottobre 1982    | Italia               |
| 8  | Natalia Brussa       | S     | 13 febbraio 1985  | Italia               |
| 9  | Alice Santini        | S     | 16 gennaio 1984   | Italia               |
| 10 | Giulia Gibertini     | L     | 30 settembre 1984 | Italia               |
| 11 | Eliana Cirilli       | S     | 9 dicembre 1987   | Italia               |
| 12 | Stefania Corna       | P     | 5 novembre 1990   | Italia               |
| 13 | Martina Casprini     | C     | 11 giugno 1993    | Italia               |
| 14 | Alessia Travaglini   | C     | 10 aprile 1988    | Italia               |
| 15 | Jana Šenková         | S     | 11 luglio 1982    | Rep. Ceca            |
| 18 | Maria Luisa Elli     | C     | 2 maggio 1985     | Italia               |